# CONCACAF 골드컵
CONCACAF 골드컵(CONCACAF Gold Cup)은 북중미카리브 축구 연맹(CONCACAF)이 주관하는 국가 대항 축구 대회이다. 1963년부터 1989년까지 열린 CONCACAF 선수권 대회를 계승한 대회로서 홀수 해마다 열린다.

## 대회 역사
이전부터 열리고 있던 중미·카리브 축구 선수권 대회와 북미 축구 선수권 대회를 합쳐서 1963년에 제1회 CONCACAF 선수권 대회를 개최하였다. 이 대회는 1991년까지 열렸으며, 그 후 1989년까지 대회가 월드컵 예선과 겹쳐서 열렸다.
1991년부터 CONCACAF 골드컵이라는 이름으로 바꾸고, 이 후 홀수 해마다 대회를 개최하고 있다. 다만 13회(CONCACAF 골드컵이라는 이름으로는 3회)부터 16회(CONCACAF 골드컵이라는 이름으로는 6회)까지는 1년씩 늦춰서 짝수 해에 개최되었다.

## 역대 대회
| 회차 | 연도 | 개최국                   |        | 결승전                 | 결승전     | 결승전                   |                          | 3 - 4위전                | 3 - 4위전         | 3 - 4위전         |
| 회차 | 연도 | 개최국                   | 우승   | 점수                   | 준우승     | 3위                      | 점수                     | 4위                      |                   |                   |
| 1회  | 1991 | 미국                     | 미국   | 0 - 0 (승부차기 4 - 3) | 온두라스   | 멕시코                   | 2 - 0                    | 코스타리카               |                   |                   |
| 2회  | 1993 | 미국 멕시코              | 멕시코 | 4 - 0                  | 미국       | 코스타리카 · 자메이카    | 1 - 1 (연장전)           | n/a                      |                   |                   |
| 3회  | 1996 | 미국                     | 멕시코 | 2 - 0                  | 브라질     | 미국                     | 3 - 0                    | 과테말라                 |                   |                   |
| 4회  | 1998 | 미국                     | 멕시코 | 1 - 0                  | 미국       | 브라질                   | 1 - 0                    | 자메이카                 |                   |                   |
| 5회  | 2000 | 미국                     | 캐나다 | 2 - 0                  | 콜롬비아   | 페루 · 트리니다드 토바고 | 페루 · 트리니다드 토바고 | 페루 · 트리니다드 토바고 |                   |                   |
| 6회  | 2002 | 미국                     | 미국   | 2 - 0                  | 코스타리카 | 캐나다                   | 2 - 1                    | 대한민국                 |                   |                   |
| 7회  | 2003 | 미국 멕시코              | 멕시코 | 1 - 0 (골든골)         | 브라질     | 미국                     | 3 - 2                    | 코스타리카               |                   |                   |
| 8회  | 2005 | 미국                     | 미국   | 0 - 0 (승부차기 3 - 1) | 파나마     | 콜롬비아 · 온두라스      | 콜롬비아 · 온두라스      | 콜롬비아 · 온두라스      |                   |                   |
| 9회  | 2007 | 미국                     | 미국   | 2 - 1                  | 멕시코     | 캐나다 · 과들루프        | 캐나다 · 과들루프        | 캐나다 · 과들루프        |                   |                   |
| 10회 | 2009 | 미국                     | 멕시코 | 5 - 0                  | 미국       | 온두라스 · 코스타리카    | 온두라스 · 코스타리카    | 온두라스 · 코스타리카    |                   |                   |
| 11회 | 2011 | 미국                     | 멕시코 | 4 - 2                  | 미국       | 파나마 · 온두라스        | 파나마 · 온두라스        | 파나마 · 온두라스        |                   |                   |
| 12회 | 2013 | 미국                     | 미국   | 1 - 0                  | 파나마     | 멕시코 · 온두라스        | 멕시코 · 온두라스        | 멕시코 · 온두라스        |                   |                   |
| 13회 | 2015 | 미국 캐나다              | 멕시코 | 3 - 1                  | 자메이카   | 파나마                   | 1 - 1 (승부차기 3 - 2)   | 미국                     |                   |                   |
| 14회 | 2017 | 미국                     | 미국   | 2 - 1                  | 자메이카   | 멕시코 · 코스타리카      | 멕시코 · 코스타리카      | 멕시코 · 코스타리카      |                   |                   |
| 15회 | 2019 | 미국 코스타리카 자메이카 | 멕시코 | 1 - 0                  | 미국       | 아이티 · 자메이카        | 아이티 · 자메이카        | 아이티 · 자메이카        |                   |                   |
| 16회 | 2021 | 미국                     | 미국   | 1 (연장) 0             | 멕시코     | 캐나다 · 카타르          | 캐나다 · 카타르          | 캐나다 · 카타르          |                   |                   |
| 17회 | 2023 | 미국 캐나다              |        | 멕시코                 | 1 - 0      | 파나마                   |                          | 미국 자메이카            | 미국 자메이카     | 미국 자메이카     |
| 18회 | 2025 | 미국 캐나다              |        | 멕시코                 | 2 - 1      | 미국                     |                          | 과테말라 온두라스        | 과테말라 온두라스 | 과테말라 온두라스 |

(초청팀은 이탤릭체로 표기하였다.)
1. ↑  3·4위전이 1-1로 끝나면서 코스타리카와 자메이카가 공동 3위가 되었다.

## 통산 성적
1991년 CONCACAF 골드컵부터 2019년 CONCACAF 골드컵까지 15번의 골드컵에서 각 국가가 기록한 성적을 순위별로 나열한 통계표다. 총 20개의 CONCACAF 소속 국가가 본선에 진출했으며, 남미에서 네 팀, 아시아와 아프리카에서 한 팀씩 초청을 받아 대회에 참가했다. 최다 진출국은 멕시코, 미국으로서 총 14회 진출했다. 최다 우승국 역시 멕시코로 8번 우승했다. 미국은 6번을 우승하고 최근 10년간 계속 결승에 진출하며 사실상 2강이 장악한 형국이다.
순위를 결정하는 기준은 다음과 같다.
- 승리 3점, 무승부 1점, 패배 0점으로 계산한다. (1990년 FIFA 월드컵 이전에는 승리가 2점이었지만 전부 3점으로 처리)
- 승점이 많을수록 상위권에 랭크
- 승점이 같으면 골득실 > 다득점 순으로 랭크
- 굵은 글씨(숫자)는 각 기록에서 가장 높은 순위

| 순위 | 국가                  | 승점 | 진출 횟수 | 경기 횟수 | 승 | 무* | 패 | 득점 | 실점 | 득실차 | 최고 순위 |
| ---- | --------------------- | ---- | --------- | --------- | -- | --- | -- | ---- | ---- | ------ | --------- |
| 1    | 미국                  | 177  | 14        | 73        | 56 | 9   | 8  | 147  | 53   | +94    | 우승 (6)  |
| 2    | 멕시코                | 154  | 14        | 67        | 48 | 10  | 9  | 155  | 41   | +114   | 우승 (9)  |
| 3    | 코스타리카            | 73   | 13        | 55        | 19 | 16  | 20 | 82   | 66   | +16    | 준우승    |
| 4    | 온두라스              | 65   | 13        | 48        | 19 | 8   | 21 | 70   | 60   | +10    | 준우승    |
| 5    | 캐나다                | 61   | 13        | 45        | 16 | 13  | 16 | 49   | 58   | -9     | 우승 (1)  |
| 6    | 자메이카              | 52   | 10        | 41        | 16 | 7   | 18 | 47   | 59   | -12    | 준우승    |
| 7    | 파나마                | 51   | 8         | 38        | 12 | 15  | 11 | 53   | 46   | +7     | 준우승    |
| 8    | 엘살바도르            | 31   | 10        | 32        | 8  | 7   | 17 | 28   | 55   | -27    | 8강       |
| 9    | 트리니다드 토바고     | 28   | 9         | 27        | 7  | 7   | 13 | 38   | 46   | -8     | 4강       |
| 11   | 과테말라              | 20   | 10        | 30        | 4  | 8   | 18 | 24   | 48   | -24    | 4위       |
| 13   | 아이티                | 17   | 6         | 19        | 4  | 5   | 10 | 14   | 25   | -11    | 8강       |
| 14   | 과들루프              | 13   | 3         | 12        | 4  | 1   | 7  | 12   | 18   | -6     | 4강       |
| 15   | 마르티니크            | 11   | 5         | 14        | 3  | 2   | 9  | 11   | 30   | -19    | 8강       |
| 16   | 쿠바                  | 11   | 8         | 24        | 3  | 2   | 19 | 18   | 80   | -62    | 8강       |
| 21   | 퀴라소                | 0    | 1         | 3         | 0  | 0   | 3  | 0    | 6    | -6     | 조별리그  |
| 23   | 세인트빈센트 그레나딘 | 0    | 1         | 2         | 0  | 0   | 2  | 0    | 8    | -8     | 조별리그  |
| 24   | 벨리즈                | 0    | 1         | 3         | 0  | 0   | 3  | 1    | 11   | -10    | 조별리그  |
| 25   | 니카라과              | 0    | 2         | 6         | 0  | 0   | 6  | 1    | 15   | -14    | 조별리그  |
| 26   | 그레나다              | 0    | 2         | 6         | 0  | 0   | 6  | 1    | 25   | -24    | 조별리그  |

## 출전 횟수
| 출전 횟수 | 국가                                                                                  |
| --------- | ------------------------------------------------------------------------------------- |
| 14회      | 멕시코 · 미국                                                                         |
| 13회      | 온두라스 · 캐나다 · 코스타리카                                                        |
| 10회      | 과테말라 엘살바도르 자메이카                                                          |
| 9회       | 트리니다드 토바고                                                                     |
| 8회       | 쿠바 파나마                                                                           |
| 6회       | 아이티                                                                                |
| 5회       | 마르티니크                                                                            |
| 3회       | 과들루프 · 브라질* · 콜롬비아*                                                        |
| 2회       | 그레나다 · 대한민국*                                                                  |
| 1회       | 벨리즈 세인트빈센트 그레나딘 퀴라소 버뮤다 남아프리카 공화국* 에콰도르* 카타르* 페루* |

(*) 초청팀

## 같이 보기
- CONCACAF 네이션스리그
- 코파 센트로아메리카나 - CONCACAF 골드컵의 중앙아메리카 지역 예선을 겸했다.
- 카리브컵 - CONCACAF 골드컵의 카리브해 지역 예선을 겸했다.